# Уиггинс, Лора Слейд
Ло́ра Слейд Уи́ггинс (англ. Laura Slade Wiggins; 8 августа 1988, Атенс, Джорджия, США) — американская актриса, певица и гитаристка, известная по роли Карен Джексон в телесериале «Бесстыжие» и по роли Ханны в фильме «Пример для похудения».

## Ранняя жизнь
Лора Слейд Уиггинс родилась 8 августа 1988 года в Атенсе (штат Джорджия, США) в семье выдающегося атенского адвоката Марка Уиггинса и его жены Кэти Уиггинс. У неё есть брат — Моути Уиггинс. Училась в Городском колледже Пасадены.

## Карьера
Дебют в качестве киноактрисы состоялся в 2006 году, в телефильме «Not Like Everyone Else» где Уиггинс исполнила второстепенную роль популярной девушки по имени Кимберли. В 2007 году исполнила роль лучшей подруги по имени Линдси в телефильме «Девушка со статусом «Положительная»». Впоследствии сыграла более чем в 30-ти фильмах и телесериалах, но наиболее известна по роли Карен Джексон в телесериале «Бесстыжие» (2011—2013).

## Личная жизнь
С 23 июня 2018 года Уиггинс замужем за каскадёром Кайлом Вайшааром, с которым она встречалась 10 лет до их свадьбы. В 2021 году родила дочь.

## Избранная фильмография
| Год       |     | Русское название                    | Оригинальное название             | Роль                 |
| --------- | --- | ----------------------------------- | --------------------------------- | -------------------- |
| 2006      | тф  |                                     | Not Like Everyone Else            | Кимберли             |
| 2007      | тф  | Девушка со статусом «Положительная» | Girl, Positive                    | Линдси Картер        |
| 2008      | с   | В последний миг                     | Eleventh Hour                     | Белинда Ши           |
| 2008      | ф   | Адская вечеринка                    | Dance of the Dead                 | BFF #1               |
| 2010      | кор |                                     | Day of the Living?                | Эми                  |
| 2010—2014 | с   | C.S.I.: Место преступления          | CSI: Crime Scene Investigation    | Певица №4 / Зои Тейт |
| 2011      | с   | Частная практика                    | Private Practice                  | Лиза                 |
| 2011—2013 | с   | Бесстыжие                           | Shameless                         | Карен Джексон        |
| 2012      | с   | Искатель                            | The Finder                        | Клэр                 |
| 2013      | с   | Восприятие                          | Perception                        | Пэтти Уоллес         |
| 2013—2014 | с   | Люди будущего                       | The Tomorrow People               | Айрин Куинн          |
| 2014      | с   | Закон и порядок: Специальный корпус | Law & Order: Special Victims Unit | Карли Риделл         |
| 2014      | с   | Искусственный интеллект             | Intelligence                      | Ребекка Стрэнд       |
| 2016      | ф   | Женщины XX века                     | 20th Century Women                | Линетт Уинтерс       |
| 2017      | ф   | Звонки                              | Rings                             | Фейт                 |
| 2017      | с   | Полиция Чикаго                      | Chicago P.D.                      | Джулиана Паркс       |